# Vápenný Podol
Vápenný Podol (deutsch Kalkpodol) ist eine Gemeinde in Tschechien. Sie liegt fünf Kilometer nördlich von Seč und gehört zum Okres Chrudim.

## Geographie

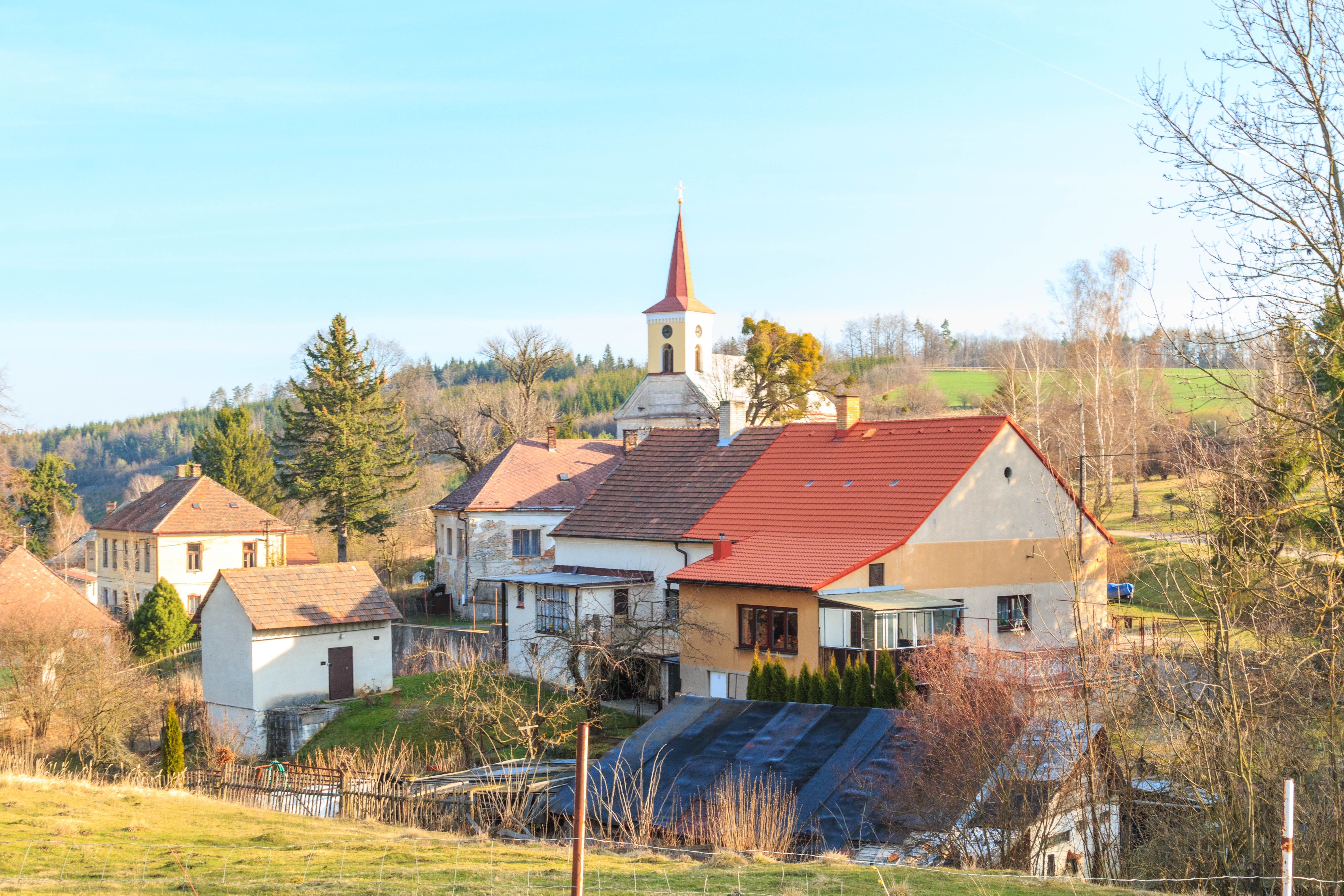
Ortsansicht

Das von ausgedehnten Wäldern umgebene Dorf Vápenný Podol befindet sich im Tal des Baches Podolský potok bzw. Podolka im Eisengebirge (Železné hory). Durch den Ort führt die Staatsstraße II/341 zwischen Seč und Heřmanův Městec. Westlich des Dorfes erstreckt sich am Hügel Boukalka der Abraumschüttplatz des Kalkbruches Prachovice. Nördlich erhebt sich der Synec (508 m n.m.), im Nordosten der Smrt (461 m n.m.), südöstlich die Smrčina (544 m n.m.), im Süden der Na Hranicích (565 m n.m.) und südwestlich Bučina (606 m n.m.).
Nachbarorte sind Kostelec u Heřmanova Městce, Nerozhovice und Úherčice im Norden, Dolany, Holičky, Janovice, Palučiny und Zbyhněvice im Nordosten, Cítkov im Osten, Rtenín, Nové Lhotice und Hrbokov im Südosten, Nutice im Süden, Kraskov und Skoranov im Südwesten, Prachovice und die Wüstung Boukalka im Westen sowie Tasovice im Nordwesten.

## Geschichte
Es wird angenommen, dass Podol am Übergang vom 13. zum 14. Jahrhundert gegründet wurde und zu den Gütern der Herren von Zaječice gehört hat. Die erste schriftliche Erwähnung des Dorfes erfolgte im Jahre 1513, als Jan von Kunčí, Sohn des Chrudimer Primators Viktorin von Kunčí, sein aus den Dörfern Vápenný Podol, Cítkov, Lány und Nutice bestehendes Erbe einschließlich der Wiesen, Teiche und dem Kalkberg an Nikolaus Trčka von Lípa auf Lichtenburg verkaufte.
Nach dem Tode des Wilhelm Trčka von Lípa auf Vlašim erbte 1556 dessen gleichnamiger Vetter auf Veliš die Dörfer Skupice, Janovice, Zbyhněvice, Cítkov, Sušice, Slavkovice, Hody, Prachovice, Tasovice, Nutice und Podol Vápenný. Zum Ende des 16. Jahrhunderts kauften die Besitzer des Gutes Stolany, Václav Ples Heřmanský von Sloupno und seine Frau Eliška Andělka von Ronovec, die Dörfer Podol Vápenný, Nutice, Cítkov, Boukalka und Hrbokov zu ihrem Gut hinzu.
Nach dem Tode des Václav Ples erbte 1603 dessen Sohn Zigmund Jan das umfangreiche, jedoch auch stark verschuldete Gut Stolany. Dieser teilte es und verkaufte im selben Jahr einen Anteil an Kaiser Rudolf II. Den anderen Teil veräußerte er wenig später an Stephan Georg von Sternberg auf Postelberg, der ihn an König Rudolf II. weiterverkaufte. Das Gut Stolany war danach für einige Jahre mit der Kammerherrschaft Pardubitz verbunden, bis es Rudolf II. 1608 an Ladislaus Berka von Dubá verkaufte, der es mit dem Gut Heřmanův Městec vereinigte.
Nach dem Tod des kinderlosen Johann Dietrich Berka von Dubá fiel die Herrschaft Heřmanův Městec mit dem Gut Stolany 1636 dessen Schwester Anna Maria Josephine von Khysl zu. 1661 verkaufte sie die Herrschaft an Johann von Sporck. 1711 erbte der später Chrudimer Kreishauptmann Johann Joseph von Sporck die Herrschaft. Er ließ an der St.-Wenzels-Quelle mehrere neue Badehäuser errichten, bei denen er 1726 eine dem hl. Wenzel geweihte Kapelle stiftete. Zur Betreuung der Kapelle ließ er in Podol eine Einsiedelei der Iwaniter errichten. Im Zuge der Josephinischen Reformen wurde die Einsiedelei aufgehoben und 1785 in Podol eine Lokalie gestiftet. 1788 wurde anstelle der Kapelle durch den Religionsfonds unter Hinzuziehung des Hrbokover Kirchenvermögens die Kirche des hl. Wenzel errichtet und mit einem Lokalkaplan besetzt. Nach dem Tod des Johann Wenzel von Sporck wurde die Herrschaft 1798 an Philipp Anton von Greiffenclau verkauft. Er ließ 1802 ein neues großes Badehaus errichten. 1823 wurden im Tal des Podoler Baches zudem Parkanlagen angelegt. 1828 verkauften die Greiffenclauschen Erben die Herrschaft an Rudolf Joseph Fürst Kinsky.
Im Jahre 1835 bestand das im Chrudimer Kreis gelegene Dorf Podol, auch Kalk-Podol genannt, aus 27 Häusern, in denen 193 Personen lebten. Unter dem Patronat der Obrigkeit standen die Lokalkirche St. Wenzel und die Schule. Außerdem gab es im Ort ein herrschaftliches Beamtenhaus, zwei herrschaftliche Kalköfen, eine Branntweinbrennerei, eine Mühle sowie viele kleine verfallene Kalköfen der Einwohner. Mitten im Ort erhob sich der Podoler Kalkstein, ein großer felsiger Hügel, von welchem der Kalkstein fast von allen Seiten durch Steinbrüche gewonnen wurde. Die als St. Wenzelsbad bekannte, am Kalkfelsen entspringende, kohlensäure- und kalkhaltige starke Quelle wurde hauptsächlich von Gästen aus der Region aufgesucht. Haupterwerbsquellen der Einwohner bildeten das Brechen und Brennen von Kalk, der Handel mit Branntkalk sowie etwas Feldbau und Viehzucht. Podol war Pfarr- und Schulort für Baukalka (Boukalka), Chitkow (Cítkov), Hrbokow (Hrbokov), Neroshowitz (Nerozhovice), Nutitz (Nutice), Prachowitz, Rtein (Rtenín) und Tassowitz (Tasovice). Bis zur Mitte des 19. Jahrhunderts blieb Podol der Allodialherrschaft Heřmanmiestetz untertänig.
Nach der Aufhebung der Patrimonialherrschaften bildete Podolí ab 1849 mit den Ortsteilen Cítkov, Hrbokov, Nutice und Nerozhovice eine Gemeinde im Gerichtsbezirk Chrudim. Prachovice wurde 1865 ausgeschult. Ab 1868 gehörte die Gemeinde zum politischen Bezirk Chrudim. In den Jahren 1881–1882 entstand die Bahnstrecke Přelouč–Kalkpodol mit einer Güterzweigbahn von Tasovice nach Prachovice. Seit den 1880er Jahren wurde Podol als amtlicher Gemeindename verwendet; in dieser Zeit wurde auch Boukalka als Ortsteil geführt.
Im Jahre 1905 genehmigte das Innenministerium die Fusion der Dörfer Podol und Nutice zu einem Dorf Vápenný Podol/Kalkpodol. Infolgedessen wurde die Hausnummerierung von Nutice geändert und an die von Podol angeschlossen.
Am 9. Januar 1920 erfolgte die Teilung der Gemeinde in zwei Gemeinden: Hrbokov und Vápenný Podol (mit Cítkov und Nerozhovice).
Wegen der Erweiterung des Kalkbruches Prachovice wurde die zwischen diesem und dem Kalkbruch Vápenný Podol gelegene Ansiedlung Boukalka in den 1950er Jahren abgesiedelt. 1965 wurde der Kalkabbau bei Vápenný Podol eingestellt. Im selben Jahr erfolgte der Abbruch des vor dem Friedhof gestandenen Oberen Kalkofens, an seiner Stelle befindet sich heute der Dorfladen. Der mitten im Ort gelegene Tiefe Bruch mit seinen steilen Wänden und grundwasserbefüllten Seen wurde zu einem touristischen Anziehungspunkt.
Wegen der Vergrößerung des Kalkbruches bei Prachovice wurde 1975 eine neue Straßenverbindung zwischen Prachovice und Vápenný Podol hergestellt, die südlich um die Bučina führt. 1976 begann die Verfüllung des Tiefen Bruches mit Abraum des Kalkbruches Prachovice. Der Personenzugverkehr zwischen Tasovice und Vápenny Podol wurde im Januar 1977 eingestellt, im Jahr darauf erfolgte der Rückbau der Gleise. Seit 2014 führt Vapenný Podol ein Wappen und Banner.

### St. Wenzelsbad / Lázně sv. Václava
Die älteste Nachricht von der am Podoler Kalkfelsen entspringenden starken heilkräftigen Quelle stammt von 1586. Wahrscheinlich wurde das Wasser bereits zu dieser Zeit zu Badezwecken genutzt. Einer aus dem Jahre 1659 stammenden Beschreibung ist zu entnehmen, dass das Quellwasser in ein kubisches Reservoir mit einer Abmessung von ca. anderthalb Metern eingeleitet und von diesem in einen Kanal zum neben dem Bach errichteten Badehaus gepumpt wurde. Eine Durchörtung des Felsgrundes für den direkten Zufluss war wegen des extrem klüftigen Gesteins nicht möglich.
In der Zeit einer großen Blüte des Kurbadewesens ließ Johann Joseph von Sporck nach 1711 an der St.-Wenzels-Quelle die drei Badehäuser „Zum Schwarzen Adler“, „Zum Weißen Löwen“ und „Zum Türkenkopf“ errichten, bei denen er 1726 eine dem hl. Wenzel geweihte Kapelle stiftete. Eine Untersuchung des Wassers und Beschreibung des Podoler St.-Wenzels-Bades erfolgte 1725 durch den Landphysicus des Czaslauer Kreises, Johann Adam Veith. Die Badesaison dauerte vom 1. Mai bis zu St. Wenzel. Zu den regelmäßigen Badegästen gehörten Johann Josephs Bruder, der Prager Weihbischof Johann Rudolf von Sporck, sowie sein Onkel Franz Anton von Sporck.
Philipp Anton von Greiffenclau ließ zur besseren Benutzung der Quellwasser des St.-Wenzels-Bades 1802 ein neues geräumiges Badehaus mit zwölf Bädern und 22 Wohnzimmern sowie Gasthaus und Stallungen errichten. Greiffenclau ließ das Wasser durch den Chrudimer Kreisphysicus Karl Hattwich neu untersuchen. Dieser bescheinigte dem Wasser der Quelle Heilwirkung auf Gelenke, Muskeln, Nerven, Augen, Leber und bei Magenkrankheiten. 1823 wurden im Tal unterhalb des Bades zudem Parkanlagen für Spaziergänge der Badegäste angelegt. In der Folgezeit verlor das Kurbad an Bedeutung und wurde hauptsächlich von Kurgästen aus der Region aufgesucht.
Durch die jährlichen Kurbesuche von Václav Kliment Klicpera und Freunden wurde das Bad in der Mitte des 19. Jahrhunderts wiederbelebt. Ferdinand Bonaventura Kinsky von Wchinitz und Tettau ließ 1870 das etwas vernachlässigte Kurbad instand setzen.
1903 stiftete Josef Fišer-Novotný aus Smíchov dem Bad eine von der Prager Firma Krejčík gefertigte 0,8 m hohe Statuette des hl. Wenzel, die ihren Platz in einer Nische gegenüber dem Heilwasserreservoir erhielt. Zu Beginn des 20. Jahrhunderts gehörten auch Jaroslav Vrchlický und Svatopluk Čech zu den Gästen, letzterer trug sich mit einem Gedicht in das Gedenkbuch des Bades ein.
Karl Fürst Kinsky von Wchinitz und Tettau schenkte 1919 das St.-Wenzels-Bad mit allen Gebäuden der Gemeinde Vápenný Podol. Diese ließ das Bad durch den Baumeister Netušil aus Heřmanův Městec instand setzen. Das Stallgebäude wurde dabei zu einem Wohnhaus (Nr. 7) umgebaut. Nach Abschluss der Arbeiten verpachtete die Gemeinde das Bad im November 1920 an Rudolf Urbánek. 1927 erfolgte der Verkauf des Kurbades am Antonín Štěpánek. Der intensive, zunehmend in die Tiefe gehende Kalkbruchbetrieb ließ die Heilquelle schließlich versiegen. Der Badebetrieb wurde um 1940 eingestellt.

### Kalkabbau und -verarbeitung
Der körnige Kalkstein und Marmor des Podoler Kalkfelsen wird wahrscheinlich schon seit der Entstehung des Dorfes gebrochen und gebrannt. Bereits 1577 wurden ausgedehnte Kalkbrüche bei Podol, Nutice und Prachovice erwähnt. Neben der Herstellung von Branntkalk fand das Gestein auch künstlerische Verwendung. So wurde 1793 das Kenotaph für Leopold II. mit Podoler Marmor gefertigt; ebenso der Hauptaltar der Chrudimer Dechanteikirche Mariä Himmelfahrt und das Altarpostament im Schloss Kačina.
Zunächst um den mitten im Dorf gelegenen Kalkfelsen, später auch in der Umgebung von Podol und Nutice bis hin nach Cítkov bzw. Boukalka und Prachovice entstanden eine Vielzahl kleiner Steinbrüche; ebenso wurden im Dorf zahlreiche kleine offene Kalköfen mit Holzfeuerung betrieben. Das Abbaurecht für den Kalk lag zwar beim Grundherren, war aber mangels Interesse am Selbstbau zumeist den Untertanen überlassen worden. Zu Beginn des 19. Jahrhunderts wurde durch die Besitzer die Herrschaft Heřmanův Městec die gehandhabte Gewinnungsweise für unzweckmäßig erkannt und der Betrieb größerer gemeinschaftlicher Brüche angeordnet. In der zweiten Hälfte des 19. Jahrhunderts waren die letzten Kleinbrüche verschwunden, der Kalkstein wurde durch unternehmerisch geführte Steinbruchbetriebe gebrochen.
1850 wurde erstmals Schießpulver verwendet; zuvor erfolgte das Brechen des Gesteins mit hölzernen, später mit eisernen Keilen. 1874 begann die Arbeit mit Dynamit. Mit der industriellen Zuckerfabrikation fand der Podoler Kalk, der bis dahin fast ausschließlich gebrannt und als Branntkalk verkauft wurde, ab 1868 einen neuen Absatzmarkt. Die zunehmende Holzknappheit führte zu Überlegungen, stattdessen Kohle als Brennstoff zu verwenden. Dafür waren jedoch bessere Brennöfen erforderlich, für die es den einzelnen Kalkbrennern an Geld mangelte. Die 1864 in Prachovice unter Namen „První spolek k vyrábění vápna ve Vápenném Podole“ gegründete Gesellschaft zur Kalkproduktion ließ 1872 in Podol vom Baumeister Patleich aus Hietzing eine Kalkbrennerei mit zwei Öfen errichten, die 1873 in Betrieb genommen wurde. 1873 entstand ein Aktienverein mit 15 Teilhabern, der gegenüber dem Friedhof seine Kalkbrennerei bauen ließ, die über einen Aufzug aus dem Tiefen Bruch beschickt wurde. Beide Gesellschaften schlossen sich 1878 zusammen, trennten sich aber nach sechs Jahren wieder.
Durch den Bau der Bahnstrecke Přelouč–Kalkpodol war ab 1882 die Lieferung von Kalk an die ostböhmischen Zuckerfabriken neben dem traditionellen Transport mit Pferdegespannen auch über die Eisenbahn möglich. Der durch die Entdeckung der Sättigung bei der Zuckerfabrikation stark gestiegene Kalkbedarf führte in den 1890er Jahren zu einer Blüte der Podoler Kalkbrüche und -brennereien. Rings um das Dorf wurden große Kalkbrüche betrieben, an der Stelle des Kalkfelsen befand sich der Tiefe Bruch. Der Boom der Kalkbrüche weckte auch das Interesse von Großunternehmen. Während sich der Prachowicer Kalkbruch bereits seit 1882 im Besitz der von D. Berl – Kalkbrüche befand, wurden die Podoler Kalkbrüche von verschiedenen Unternehmern – darunter auch D. Berl – betrieben.
Im Mai 1913 kaufte die Böhmische Handelsgesellschaft (BHG) in Außig zunächst die Kalkbrüche von F. V. Fiala aus Königgrätz. Noch im selben Jahre kaufte sie auch die Brüche von A. Slavík, O. Kulhavy und J. Pavlíček auf und beantragte bei der Gemeinde den Kauf des Gemeindebruches. Im Januar 1914 verkauften auch die „D. Berl - Kalkbrüche“ ihren Besitz in Kalkpodol an die BHG. Sie ließ im Mai 1914 das Berlgut abbrechen und begann einen Monat später am Bahnhof Kalkpodol mit dem Bau eines Ringofens mit einer Kapazität von täglich 40 Tonnen. Der neue Brennofen mit seinem 42 m hohen Schornstein war im Dezember 1914 fertiggestellt. 1915 erhielt das neue Kalkwerk der BHG einen Schleppbahnanschluss. Im Jahr darauf ließ die BHG vom Tiefen Bruch einen Förderstolln durch den Fels unter dem Niederdorf treiben; er unterquerte in Höhe des Hauses Nr. 14 den Dorfplatz. 1917 kaufte die BHG den Besitz des „První spolek k vyrábění vápna ve Vápenném Podole“ auf. In den 1930er Jahren suchte D. Berl, deren Brüche in Prachovice unwirtschaftlich geworden waren, die Fusion mit den Podoler Brüchen der BHG in einer Aktiengesellschaft. Der Zusammenschluss kam jedoch nicht zustande. Nach der deutschen Besetzung wurde die BHG Teil des Flick-Konzerns; nach dem Ende des Zweiten Weltkrieges wurde sie verstaatlicht und die Podoler Kalkwerke den České cementárny a vápenice (CEVA) unterstellt. Nach dem 1958 abgeschlossenen Ausbau und Modernisierung des Werkes Prachovice ließen die CEVA in den 1960er Jahren schrittweise ihre veralteten Kalkwerke Závratec, Železný Brod und Vápenný Podol stilllegen und die Produktion des Kalkwerkes Jesenný umstellen; stattdessen entstand in Kunčice ein neues Kalkwerk.
Am 1. Juli 1965 erfolgte die Einstellung des Kalkbergbaus in Vápenný Podol; das bedeutsame Kalklager Boukalka konnte ebenso durch weitere Ausdehnung des Prachovicer Bruches erreicht und der Kalk dabei gut zum dortigen Zementwerk transportiert werden. Nachdem der Abriss des Kalkwerkes am Bahnhof Vápenný Podol erfolgt war, erfolgte 1976 die Sprengung des Schornsteines. Auf der betonierten Fläche des ehemaligen Kalkwerkes errichtete die Gemeinde 2007 ein Mülltrennungszentrum.
Ab 1976 wurde zunächst der Tiefe Bruch mit dem Abraum des Kalkbruches Prachovice verfüllt. Später erfolgte auch die Verfüllung der übrigen Podoler Brüche, so dass heute nur noch wenig an den umfangreichen Podoler Kalkbergbau erinnert. Derzeit wird das ehemalige Kalkbruchgelände westlich des Dorfes an der Boukalka mit dem Abraum aus Prachovice beschüttet.

## Gemeindegliederung
Die Gemeinde Vápenný Podol besteht aus den Ortsteilen Cítkov (Zitkow), Nerozhovice (Neroschowitz) und Vápenný Podol (Kalkpodol), die zugleich auch Katastralbezirke bilden. Zu Vápenný Podol gehören zudem die Ansiedlung Nutice (Nutitz) und ein Teil der Wüstung Boukalka (Baukalka).

## Sehenswürdigkeiten

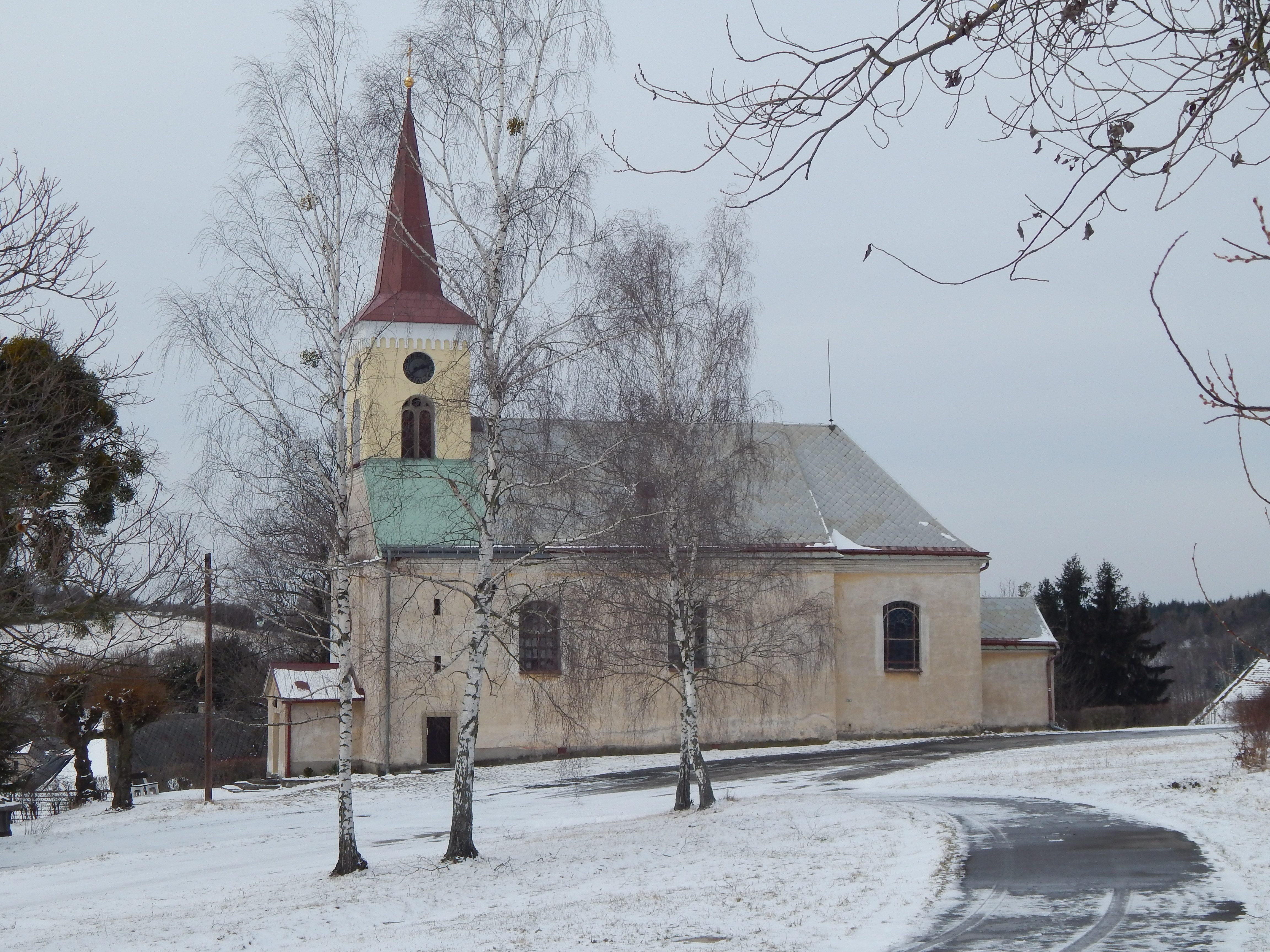
Kirche St. Wenzel

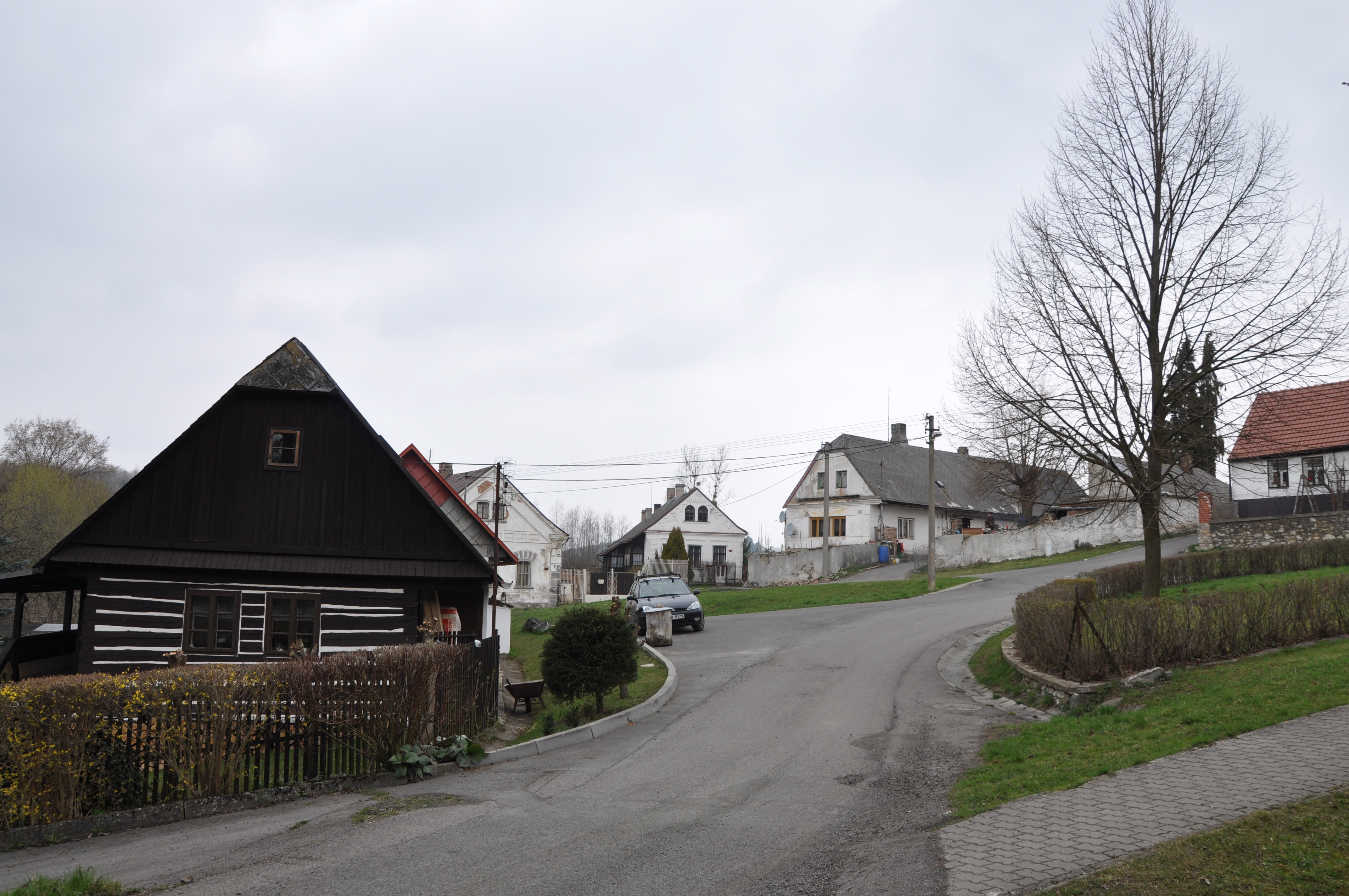
Teil des Dorfes

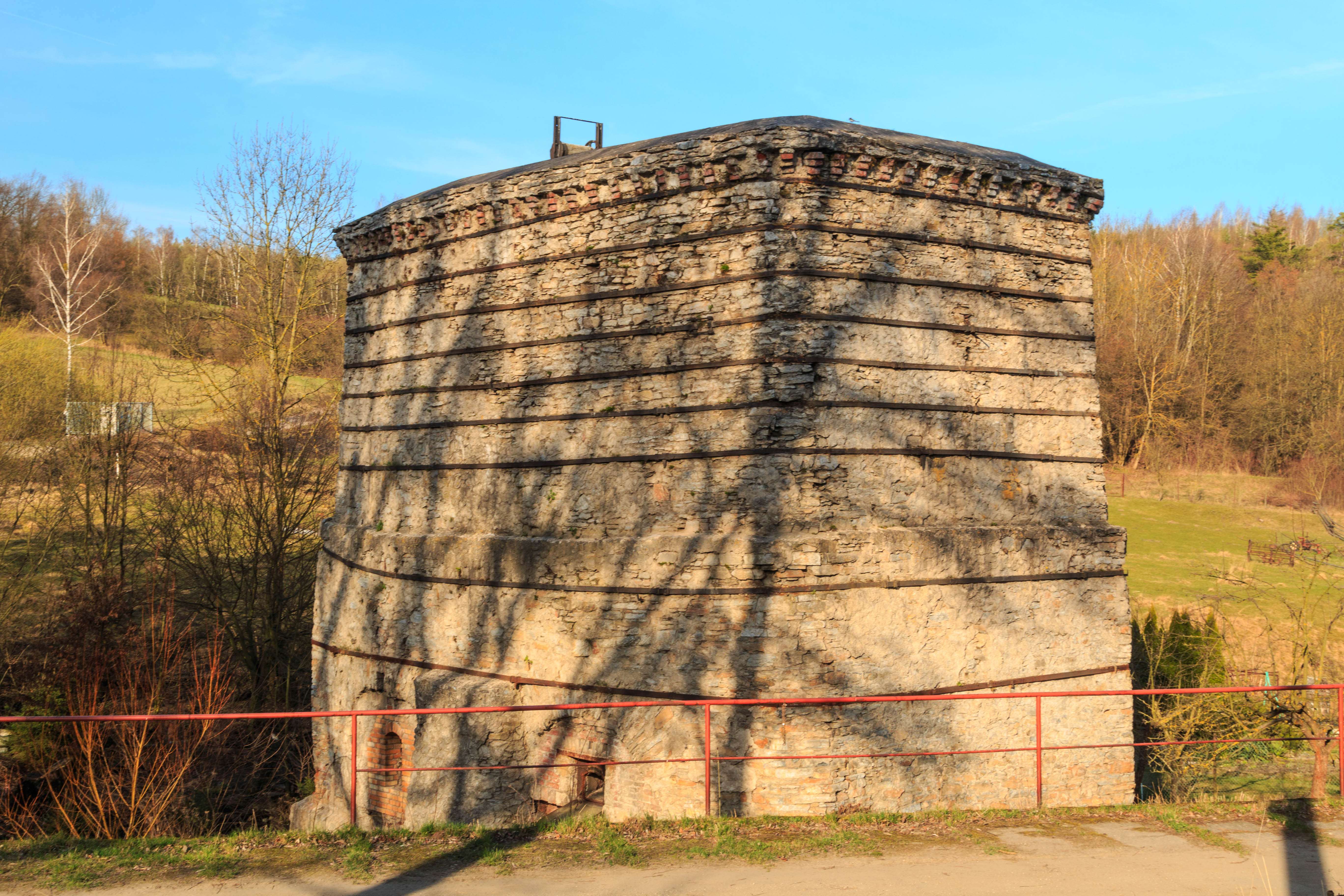
Unterer Kalkofen

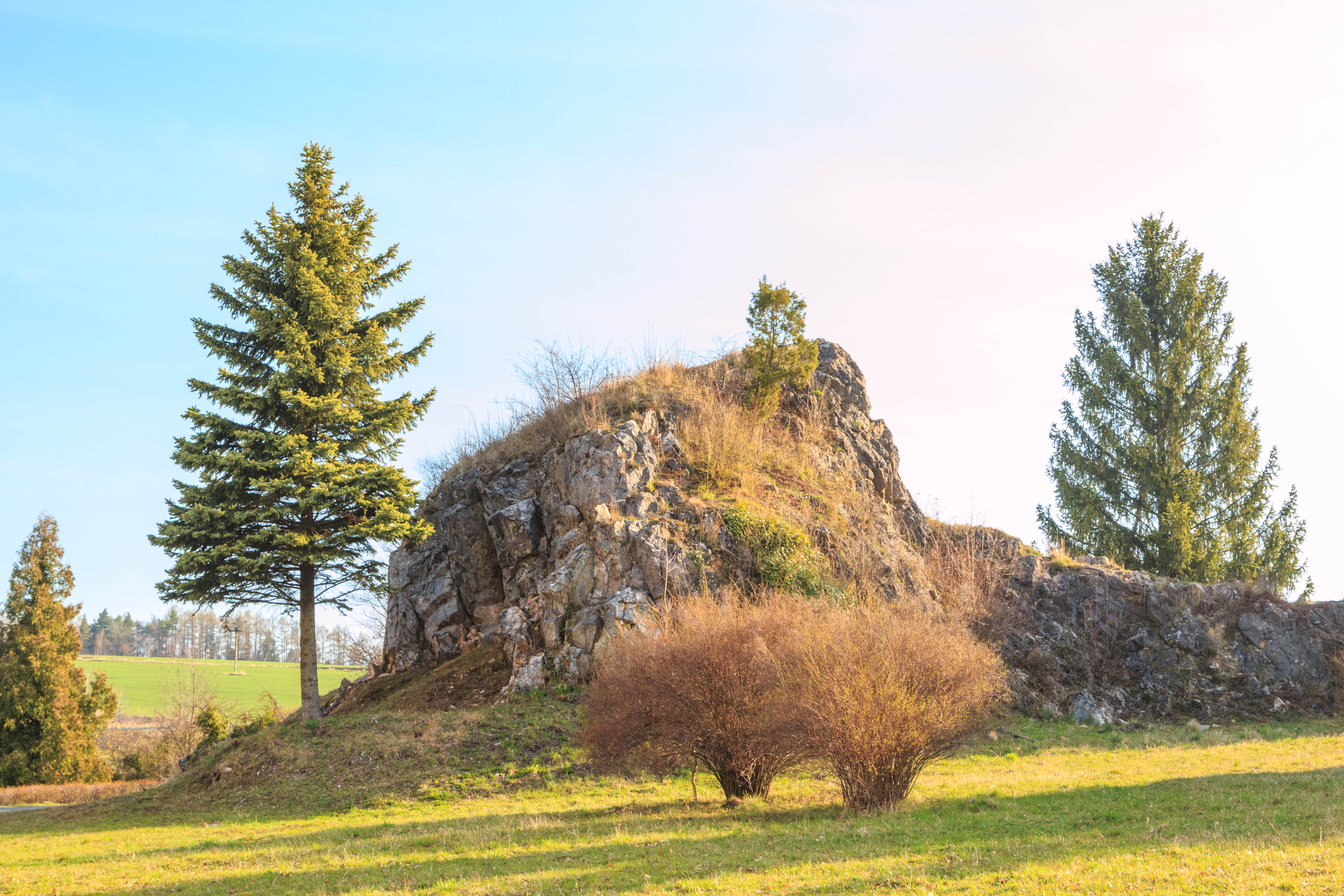
Stehengelassene Klippe des Podoler Kalkfelsens

- Spätbarocke Kirche des hl. Wenzel, erbaut 1788 anstelle einer Kapelle aus dem Jahre 1726. Am 25. Juni 2008 beschädigte eine Windhose den Kirchturm und einen Teil des Daches. Im Jahre 2009 wurde die Kirche instand gesetzt.[12]
- Unterer Kalkofen, errichtet zum Ende des 19. Jahrhunderts, Kulturdenkmal
- Torso des ältesten Kalkofens bei der Kirche, Ausgangspunkt des Naturlehrpfades
- Klippe des Podoler Kalkfelsens, über der Kirche
- Gedenkstein für die Opfer des Ersten Weltkrieges
- Karsthöhlen „Páterova jeskyně“ und „Podolská jeskyně“ im ehemaligen Kalkbruchgebiet westlich des Dorfes, sie wurden 1944 bzw. 1965 entdeckt. Ihre teils engen und gefluteten Räume und Karstkanäle haben längen von 150 bzw. 230 m.[13] Die Höhlen befinden sich auf dem umzäumten Abraumschüttgelände des Kalkwerkes Prachovice und sind nicht öffentlich zugänglich.
- Naturlehrpfad zur Geschichte des Kalkabbaus von Vápenný Podol und Prachovice
- Wüste Burg Rozpakov bei Nerozhovice
- Muzeum Retro Jolana, Privatmuseum mit Gitarren und Bässen der Marke Jolana[14]

## Söhne und Töchter der Gemeinde
- Franz Ruttner (1882–1961), Limnologe
- Jaroslava Vobrubová-Koutecká (1891–1969), Übersetzerin
- Vojtěch Heřmanský (* 1934), Technologe